# 皮布尔斯 (俄亥俄州)
皮布尔斯是美国俄亥俄州亚当斯县梅格斯镇区的一座城镇， 2010年美國人口普查时共有1,782人。

## 历史
1881年，在皮布尔斯所在位置开始修筑铁路。皮布尔斯名称来源于将铁路带到此地的约翰·皮布尔斯。

## 地理
根据美国人口调查局数据，皮布尔斯面积为1.18平方英里（3.06平方），均为陆地。

## 人口
| 调查年                | 人口  | 备注  | %±     |
| --------------------- | ----- | ----- | ------ |
| 1890                  | 358   |       | —      |
| 1900                  | 763   |       | 113.1% |
| 1910                  | 921   |       | 20.7%  |
| 1920                  | 1,008 |       | 9.4%   |
| 1930                  | 1,235 |       | 22.5%  |
| 1940                  | 1,356 |       | 9.8%   |
| 1950                  | 1,498 |       | 10.5%  |
| 1960                  | 1,601 |       | 6.9%   |
| 1970                  | 1,629 |       | 1.7%   |
| 1980                  | 1,790 |       | 9.9%   |
| 1990                  | 1,782 |       | −0.4%  |
| 2000                  | 1,739 |       | −2.4%  |
| 2010                  | 1,782 |       | 2.5%   |
| 2014年估计            | 1,770 | [ 7 ] | −0.7%  |
| U.S. Decennial Census |       |       |        |

### 2010年人口普查
根据2010年人口普查结果，皮布尔斯共有1,782人，758户和456个家庭。人口密度为1,469名居民每平方英里（567.2名居民每平方）。867间住房单位密度为722.5每平方英里（279.0每平方）。皮布尔斯总人口的96.6%是白种人，0.3%是非洲裔美国人，0.4%是土著，0.06%是亚裔，0.1%来自其他种族，还有1.0%是混血。西班牙裔和拉丁美洲裔分别占总人口的1.5%。
皮布尔斯的758户中35.09%有18岁以下的孩子和他们居住，44.4%为已结婚的夫妇，13.0%已婚丧夫的家庭，还有35.3%户是非家庭。818户中的31.8%由个人组成，15.5%居住着65岁及以上的独居老人。平均每户有2.43人，每个家庭3.04人。
皮布尔斯的年龄中位数为38.1岁，18岁以下的少年儿童及青少年占总人口的27.5%，5.84%的人口居于18岁到24岁之间，11.22%的人口居于25岁到34岁之间，19.36%的人口居于35岁到64岁之间，还有14.7%的人口是65岁以上的老年人。皮布尔斯的人口由839名的男性和943名的女性组成。

## 教育
皮布尔斯高中和皮布尔斯小学，以及亚当斯县图书馆的一个分馆服务于该城镇。2009学年，皮布尔斯高中共有243名学生，皮布尔斯小学则有311名学生。

## 著名人物
- 汤姆·布莱克本 - 代顿大学的篮球教练

## 图集

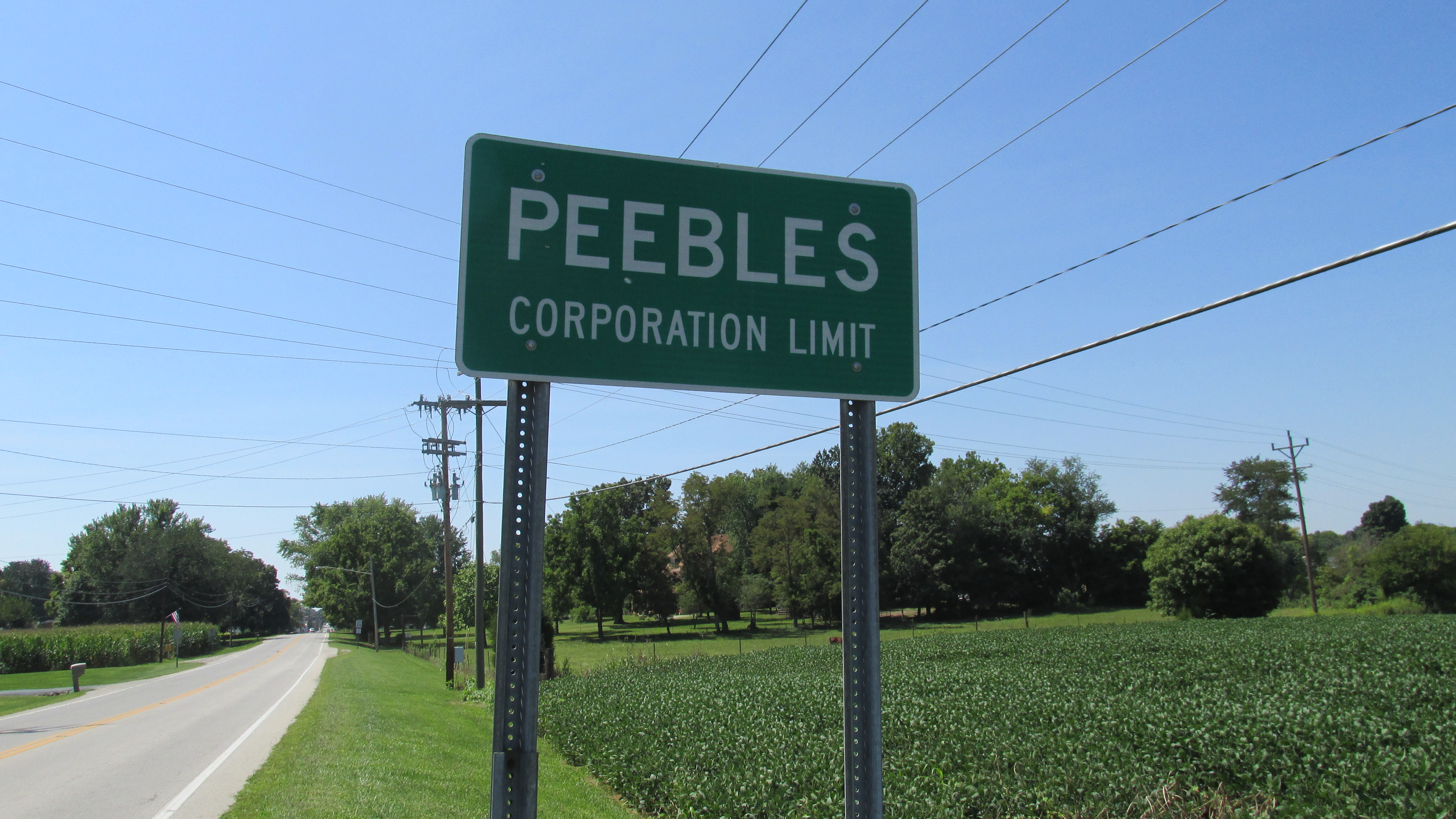
皮布尔斯城镇界牌
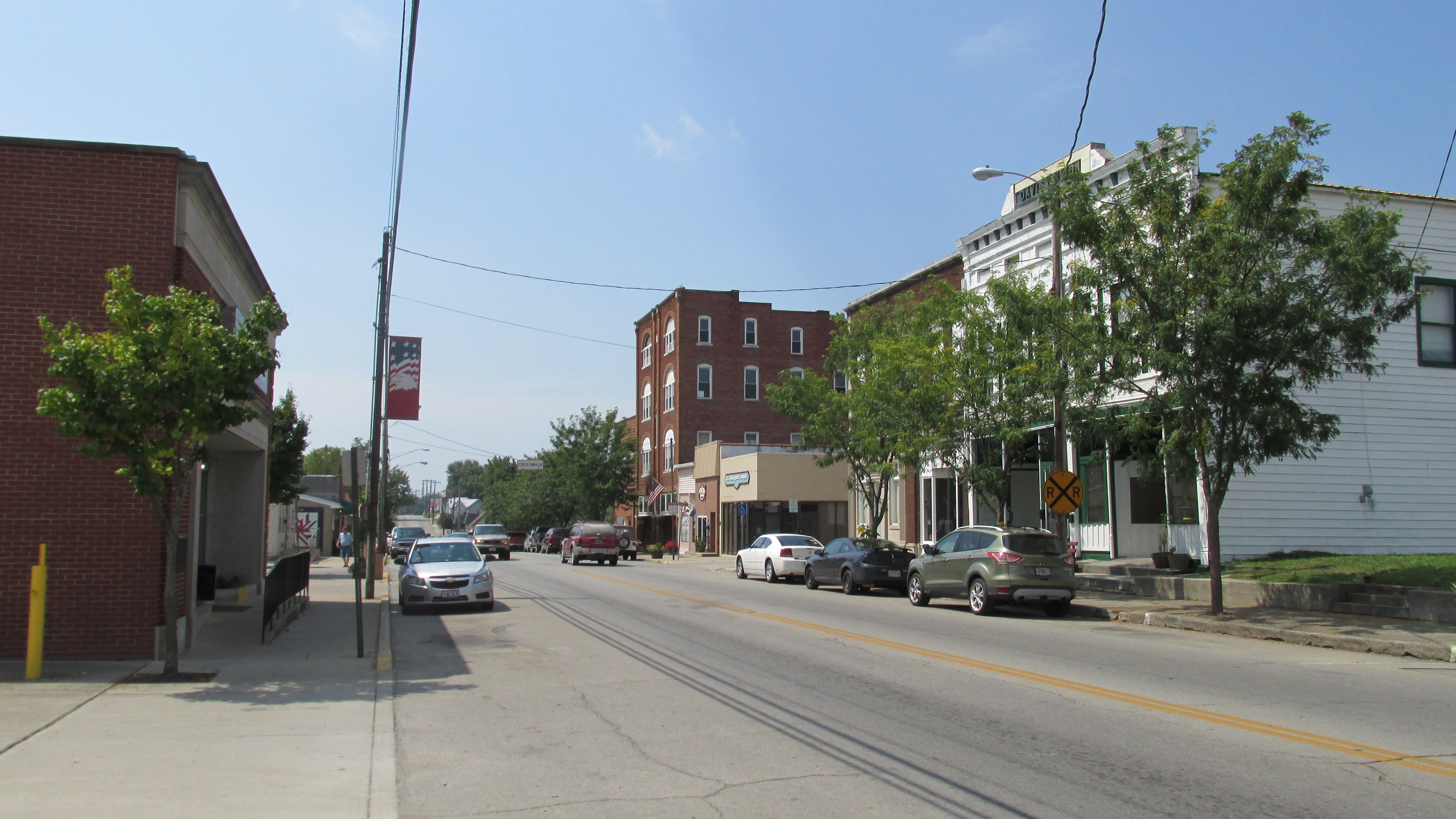
皮布尔斯主街（Main Street），及41号俄亥俄州道。
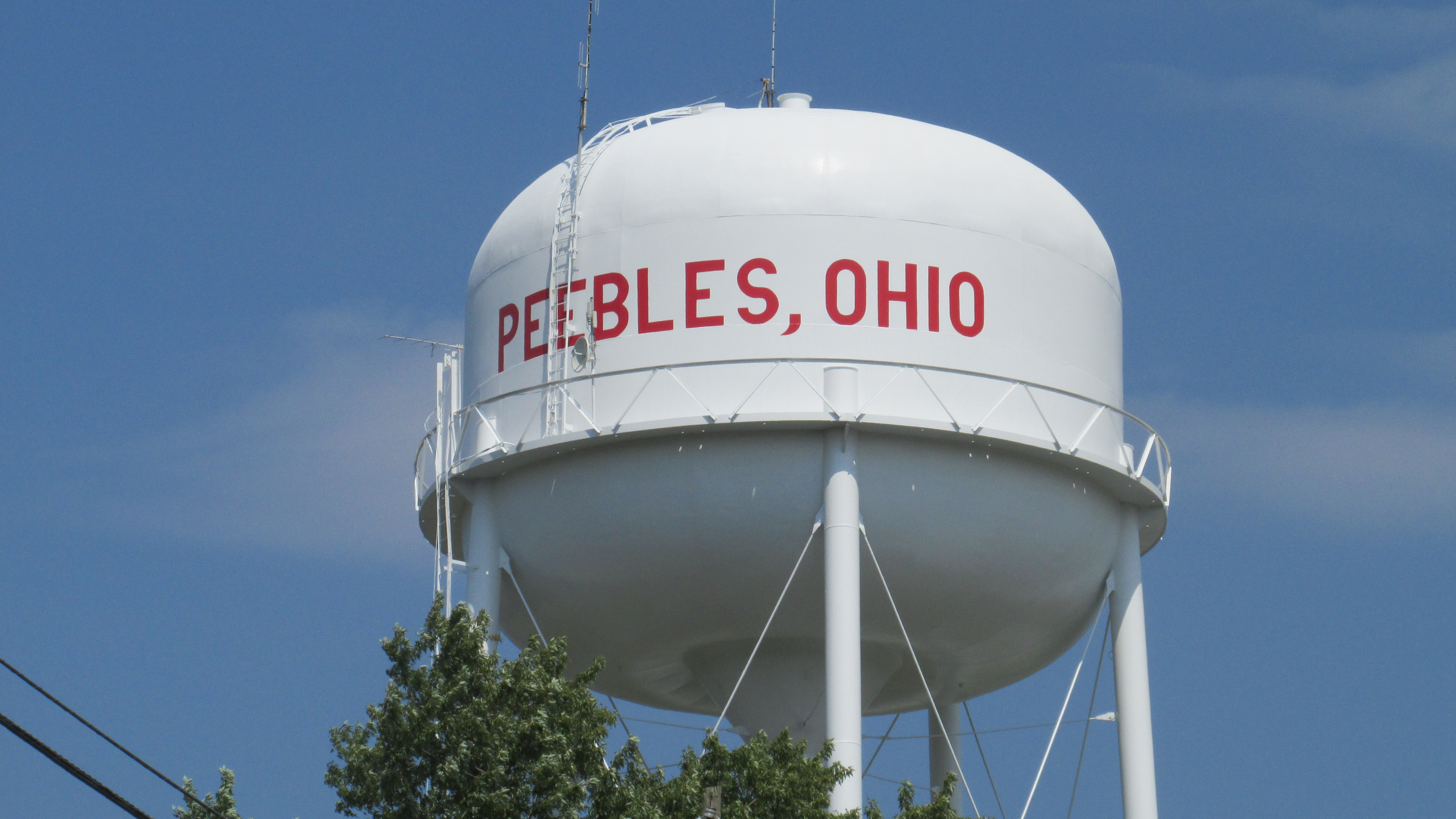
皮布尔斯水塔
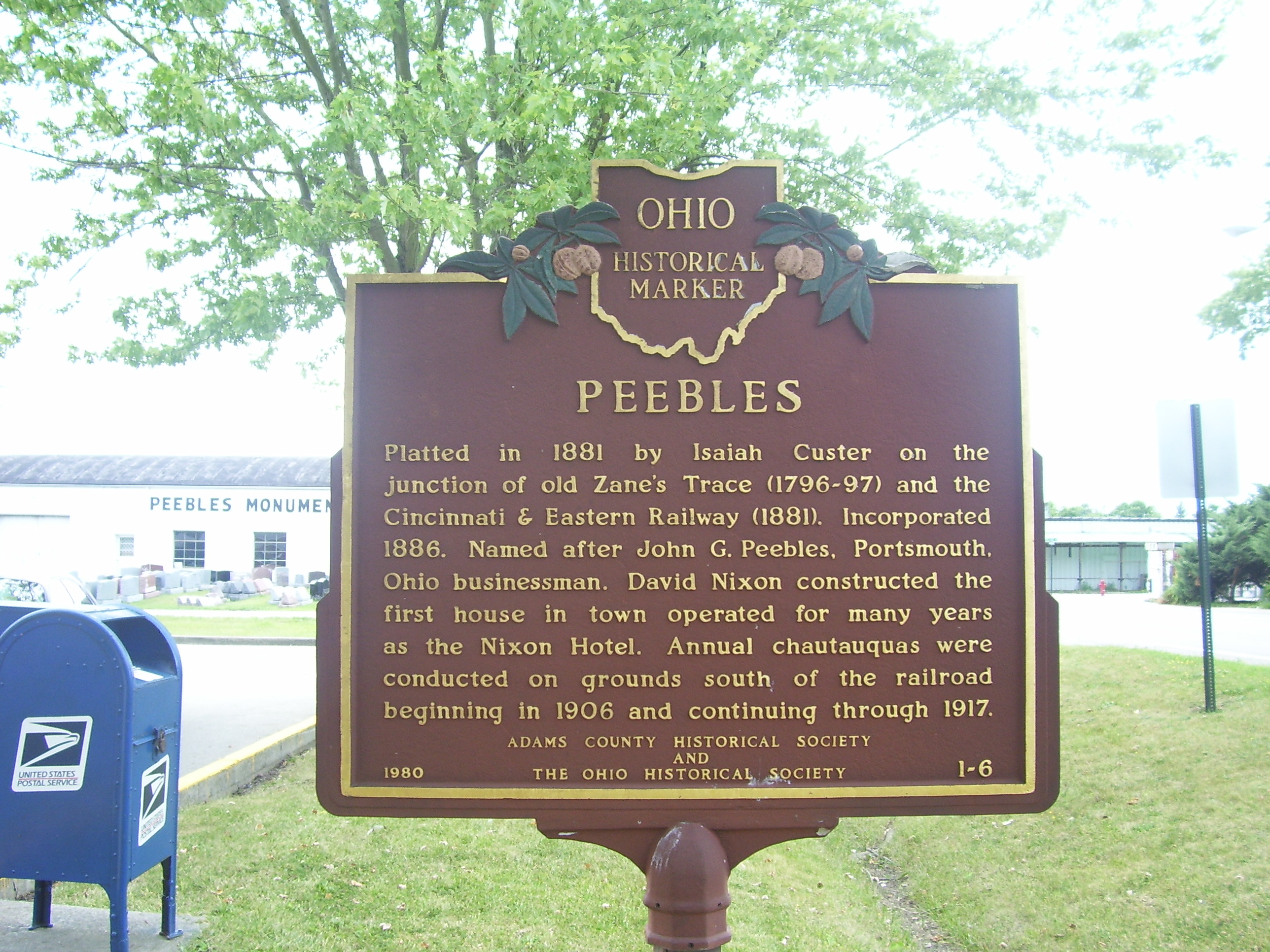
介绍皮布尔斯历史的俄亥俄州历史标记牌

## 脚注
1. ↑  在俄亥俄州，人口在五千人以下的城市称为Village，与其他地方的Village意思不同，故译为城镇而非乡村。.   [2007-09-12]. （原始内容存档于2011-07-18）.